# Herbert Macaulay

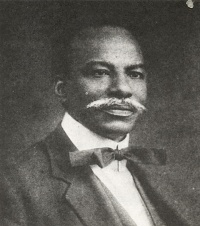
Herbert Macaulay

Herbert Samuel Heelas Macaulay (* 14. November 1864 in Lagos; † 7. Mai 1946 ebenda) war ein nigerianischer Politiker.

## Leben
Er war der Enkel von Samuel Ajayi Crowther und Sohn des Gründers der ersten höheren Schule Nigerias. Bis 1893 studierte er in London Architektur und Vermessung und arbeitete dann in Lagos als Inspektor.
1920 war Macaulay an der Gründung des Nationalkongresses von Britisch-Westafrika beteiligt. Eine erfolgreiche Petition gegen die Enteignung afrikanischen Bodens machte ihn 1921 populär. 1923 gründete er die erste politische Partei Nigerias die NNDP. 1925 gab er die Daily News heraus. 1935 engagierte er sich gegen die italienische Besetzung Äthiopiens (Hände weg von Abessinien). 1944 versuchte er mit der Gründung des NCNC die Unabhängigkeit Nigerias zu erreichen.
Macaulay starb 1946 durch eine Erkrankung, die er sich auf einer politischen Reise zugezogen hatte.